# 夕立 (白露型駆逐艦)
夕立（ゆうだち/ゆふだち）は、日本海軍の駆逐艦。白露型の4番艦である。艦名は夕立に由来し、この名を受け継ぐ日本の艦艇としては旧海軍神風型駆逐艦 (初代)「夕立」 に続き2代目に当たる。
艦名は海上自衛隊の護衛艦「ゆうだち（初代）」、「ゆうだち（2代）」に継承された。

## 艦歴
白露型駆逐艦4番艦夕立は佐世保工廠で1934年（昭和9年）10月16日に起工された。1936年（昭和11年）6月21日に進水。
7月15日附で中原義一郎少佐は夕立艤装員長に任命される。また同日附で高橋亀四郎少佐 も白露型姉妹艦春雨艤装員長に任命される。
8月1日、佐世保工廠に夕立艤装員事務所が設置され、また藤永田造船所では村雨艤装員事務所が設置された。
11月1日附で中原は夕立初代駆逐艦長となる。だが12月1日附で中原は峯風型駆逐艦汐風駆逐艦長 へ転任。後任の夕立駆逐艦長は沢村成二少佐となる。
1937年（昭和12年）1月7日、夕立は竣工した。横須賀鎮守府籍。白露型3番艦村雨(藤永田造船所建造)と同日附の竣工であった。同日、白露型2隻（村雨、夕立）により第2駆逐隊が編制され、初代駆逐隊司令は田中頼三大佐 となる。田中は第2駆逐隊司令駆逐艦を夕立に指定した。
1937年（昭和12年）8月10日、大山事件によって上海方面の情勢が緊迫したため14時30分に第八戦隊（鬼怒、名取、由良）と第一水雷戦隊（川内、第二駆逐隊《村雨、夕立、春雨、五月雨》、第九駆逐隊《有明、夕暮、白露、時雨》、第二十一駆逐隊《初春・子日・初霜・若葉》） は現地陸戦隊への増援として佐世保で待機していた呉鎮守府第二特別陸戦隊及び佐世保鎮守府第一特別陸戦隊を伴って出撃。翌日に現地に到着し第三艦隊（旗艦：出雲）と合流。そのまま8月13日の第二次上海事変勃発に居合わせ、14日には上海沖の日本艦隊は中国軍機の対艦爆撃を受けた（中国空軍の上海爆撃 (1937年)）。第一水雷戦隊も川内及び以下の駆逐艦が艦砲射撃で陸戦隊の戦闘を支援した 他、川内艦載機による防空任務や飛行場への爆撃を実施した。
22日第一水雷戦隊（第二十一駆逐隊欠）は呉淞沖から馬鞍群島沖へ移動、陸軍第11師団先遣隊を乗せた第一輸送部隊（霧島、青葉、衣笠、第9戦隊、大井、五十鈴、第二十四駆逐隊）と会合、打ち合わせの後妙高、青葉、衣笠に乗艦中の陸兵並びに第11師団司令部を川内と第9駆逐隊（有明、夕暮、白露、時雨）及び第24駆逐隊（海風、山風、江風、涼風）各艦に移乗、そのまま川内、多摩、大井、五十鈴、第9駆逐隊、第24駆逐隊は長江を遡上し川沙口への上陸作戦を開始、午前6時に作戦終了。12時30分川内、多摩、大井、第9駆逐隊、第24駆逐隊は五十鈴と若葉、初春を残して再び馬鞍群島沖へ移動、15時頃余山東方沖でそれぞれ徳島歩兵第43連隊1749名と松山歩兵第22連隊1948名を乗せた戦艦長門、陸奥と会合、歩兵第43連隊は大井、多摩、第24駆逐隊（海風、山風、江風）、有明に、歩兵第22連隊が川内、八重山、第2駆逐隊（村雨、夕立、五月雨）、第9駆逐隊（有明、時雨、白露）にそれぞれ移載。その後24日から25日にかけて川沙口において揚陸。その後由良、名取は呉淞沖に、川内、鬼怒は川沙口沖にそれぞれ警泊。第2、第9、第24各駆逐隊は川沙口部隊、護衛部隊、監視部隊の三隊に分かれて輪番交替して配備に就く。11月夕立は杭州湾上陸作戦（H作戦）に参加。
この時期フランス極東艦隊のデュゲイ・トルーアン級軽巡洋艦プリモゲから夕立の姿が撮影されている。
12月1日、沢村（夕立駆逐艦長）は初春型駆逐艦3番艦若葉駆逐艦長へ転任。後任の夕立艦長は由川周吉少佐。また姉妹艦2隻（五月雨、春雨）の編入で第2駆逐隊は定数4隻（村雨、五月雨、夕立、春雨）を揃えた。同日附で田中（第2駆逐隊司令）は川内型軽巡洋艦2番艦神通艦長へ転任。後任の第2駆逐隊司令は古村啓蔵中佐 となる。
その後第一水雷戦隊は長江遡上作戦に参加。1938年（昭和13年）8月15日から9月15日にかけて毛山から安慶までの長江河岸の残存中国軍を掃蕩するM作戦が実施され、第2駆逐隊（村雨、夕立、春雨、五月雨）、第9駆逐隊（有明、夕暮、白露）第24駆逐隊（海風、山風、江風、涼風）が参加。
1938年（昭和13年）8月1日、夕立駆逐艦長は睦月型駆逐艦1番艦睦月駆逐艦長岡三知夫少佐に交代。
1939年（昭和14年）10月15日、岡（夕立駆逐艦長）は吹雪型駆逐艦響駆逐艦長へ転任。白露型姉妹艦春雨駆逐艦長広瀬弘少佐が夕立駆逐艦長を兼務する。
11月15日、広瀬少佐は春雨・夕立艦長兼務を解かれ、峯風型9番艦秋風駆逐艦長有本輝美智少佐が夕立駆逐艦長に任命される。また第2駆逐隊司令も古村から早川幹夫大佐に交代した。
1940年（昭和15年）10月11日、夕立は第2駆逐隊の僚艦とともに紀元二千六百年記念行事に伴う特別観艦式に参加した。第二列（長門、陸奥、伊勢、摂津、凉風、江風、《村雨、春雨、夕立、五月雨》、漣、綾波、浦波、初雪、白雪、吹雪）に配置された。10月15日、第2駆逐隊司令は田原吉興大佐に交代。11月、第四水雷戦隊に編入された。
1941年（昭和16年）4月10日、有本（夕立駆逐艦長）は峯風型汐風駆逐艦長石井汞少佐と交代する。有本は陽炎型駆逐艦19番艦秋雲初代駆逐艦長（6月15日より艤装員長、9月20日より駆逐艦長）となり、真珠湾攻撃後に陽炎型1番艦陽炎駆逐艦長となった。
第2駆逐隊司令駆逐艦は夕立か村雨が務める事が多かった。7月13日、司令駆逐艦は夕立から村雨に変更。
8月11日、田原（第2駆逐隊司令）は軽巡洋艦那珂艦長へ転任する。第19駆逐隊（綾波、敷波、浦波、磯波）司令の橘正雄大佐が後任の第2駆逐隊司令に任命された。
太平洋戦争開戦時、夕立は第二艦隊（司令長官近藤信竹中将：旗艦愛宕）・第四水雷戦隊（司令官西村祥治少将：旗艦那珂）・第2駆逐隊（駆逐隊司令  橘正雄大佐：第1小隊《村雨、五月雨》、第2小隊《夕立、春雨》）という所属であった。

### 太平洋戦争緒戦
1941年（昭和16年）12月より比島ビガン攻略作戦、リンガエン湾上陸作戦、タラカン上陸作戦、バリックパパン攻略作戦（バリクパパン沖海戦）、スラバヤ沖海戦に参加した。
1942年（昭和17年）1月26日、夕立はバリックパパン攻略作戦（バリクパパン沖海戦）で大破行動不能となった37号哨戒艇を浅瀬へ移動させる任務を命じられて曳航するも、途中で曳航不能となったためその任務を解かれ、37号哨戒艇はそのまま放棄された。
3月には比島保定作戦に参加、マニラ湾封鎖作戦に加わった。
5月20日、クリスマス島占領作戦従事中に米潜水艦に雷撃され長期修理を余儀なくされた那珂にかわり、第5潜水戦隊から転籍した由良が第四水雷戦隊旗艦となった。
5月25日附で、吉川潔中佐に交代。吉川は27日に着任した。
6月上旬のミッドウェー海戦における夕立以下第四水雷戦隊は、第二艦隊司令長官近藤中将（旗艦「愛宕」）が率いる攻略部隊に属して出撃した。6月14日に佐伯入港。
6月20日、西村少将は第四水雷戦隊司令官の職務を解かれる（6月25日附で第七戦隊司令官）。後任の第四水雷戦隊司令官には金剛型戦艦3番艦榛名艦長の高間完少将が任命された。翌月、第27駆逐隊（時雨、白露、夕暮、有明）が四水戦に編入され、夕立の僚艦となる。
7月中旬、日本海軍はインド洋方面通商破壊作戦「B作戦」を発動。同作戦参加戦力は第七戦隊（司令官西村祥治少将：巡洋艦熊野、鈴谷）、第三水雷戦隊（軽巡《川内》、第11駆逐隊《初雪、白雪、吹雪、叢雲》、第19駆逐隊《浦波、敷波、磯波、綾波》、第20駆逐隊《天霧、夕霧、朝霧》）、第2駆逐隊《村雨、五月雨、夕立、春雨》、第15駆逐隊《黒潮、親潮、早潮》によって構成され、マレー半島西岸メルギー（en:Myeik, Burma）に集結する。
7月17日、第2駆逐隊は桂島泊地を出撃して南方へ向かい、25日シンガポールに到着。
28日、夕立は日本丸を護衛して昭南泊地を出発、31日メルギーに到着した。同地で第十六戦隊（司令官原顕三郎少将：名取、鬼怒、五十鈴《8月1日より》） を含め、第一南遣艦隊（司令長官大川内伝七中将：旗艦香椎）の指揮下に入った。
だが8月7日、アメリカ軍がウォッチタワー作戦を発動しガダルカナル島及びフロリダ諸島に来襲、ガダルカナル島の戦いが始まったことでB作戦は中止。各隊・各艦艇はソロモン諸島への移動を開始した。
夕立は特設水上機母艦山陽丸のトラック泊地回航護衛任務を与えられたため、第7戦隊・第2駆逐隊・第15駆逐隊僚艦とは別行動をとった。
8月20日、第7戦隊（熊野、鈴谷）は第三艦隊(南雲機動部隊)との合同を命じられて第2駆逐隊や第15駆逐隊を分離。同日をもって第2駆逐隊・第15駆逐隊は第七戦隊の指揮下を離れた。
8月22日、夕立、山陽丸はラバウルに到着。翌日、夕立は山陽丸、讃岐丸を護衛してラバウルを出撃、24日ブーゲンビル島ショートランド泊地に着く。山陽丸がショートランド泊地に水上機基地を設置する一方、夕立、讃岐丸はサンタイサベル島レカタに水上機基地を設置すべく最前線へ向かったが、第二次ソロモン海戦の結果を受けてショートランドへ戻った。夕立、讃岐丸は26日ショートランド泊地を出発、27日夜ラバウルに帰投した。夕立、讃岐丸、山陽丸は南東方面部隊の直接指揮下を離れ、外南洋部隊（第八艦隊）の指揮下に入った。

### ガダルカナル島の戦い（九月）
9月初頭より夕立はガダルカナル島輸送作戦（いわゆる鼠輸送）に参加した。ショートランド泊地に到着後の8月30日、発電機故障により出撃不能となった陽炎型駆逐艦磯風より一木支隊130名が夕立に移乗する。予定されていた天霧、陽炎の出撃が中止される中、夕立は単艦で午前10時に出撃、22時30-22時30分ガダルカナル島タイボ岬にて揚陸を成功させ、翌日トノレイ湾に帰還した。
9月1日、夕立、叢雲は陸軍川口支隊の舟艇ガ島揚陸作戦（蟻輸送）を支援するため、輸送船佐渡丸、浅香山丸を護衛してショートランド泊地を出撃、途中まで同行した。
9月4日午前3時30分以降、夕立、初雪、叢雲隊、敷波、浦波、有明隊、川内《第三水雷戦隊旗艦》、海風、江風、涼風隊は順次ショートランド泊地を出撃、同夜ガ島タイボ岬に青葉支隊と一木支隊を揚陸させた。揚陸終了後、吉川潔夕立駆逐艦長指揮のもと駆逐艦3隻（夕立、初雪、叢雲）はルンガ泊地に突入してヘンダーソン飛行場の砲撃に成功、つづいて小型艦艇2隻を撃沈した（夕立側は敷設巡洋艦と駆逐艦と判断）。2隻は旧式駆逐艦を改造したマンリー級高速輸送艦グレゴリーとリトルであった。9月5日、3隻はショートランド泊地に帰投。
なお、消極的な行動により連合艦隊や第八艦隊から批判されていた第24駆逐隊（海風、江風、涼風）司令村上暢之助大佐は、9月2日附で同職を解任されていた。このため陽炎型駆逐艦時津風の駆逐艦長中原義一郎中佐（夕立竣工時、初代駆逐艦艦長）が第24駆逐隊司令に任命されている
9月6日、ガダルカナル島にアメリカ軍駆逐艦2隻・輸送船1隻接近の索敵報告を受けた増援部隊指揮官橋本信太郎第三水雷戦隊司令官は、「夕立、有明」に対しガ島進出と米艦捕捉を命じたが、ルンガ泊地周辺は悪天候のため敵艦を発見できず、飛行場砲撃も実施できなかった。
9月8日、アメリカ軍輸送船団がガ島揚陸を開始したとの偵察結果を受け、増援部隊（第三水雷戦隊）はただちに出撃。川内《旗艦》、浦波、敷波、吹雪、白雪、天霧、陽炎、夕立、夕暮をもってガ島ルンガ泊地とフロリダ諸島ツラギに突入したが敵影はなく、アメリカ軍掃海艇2隻を撃沈・撃破したのち9日午前11時ショートランド泊地へ戻った。
9月11日夜、海風、江風、夕立はガ島輸送を実施した。
9月13日、江風、海風、浦波、叢雲、夕立は陸軍のガ島飛行場攻撃に呼応してガ島へ突入するが敵艦隊を認めず、対地砲撃を実施した。この他に陽炎、白雪隊、外南洋部隊主隊（鳥海、青葉、古鷹、衣笠、天霧）等も出撃していたが、いずれも飛行場占領失敗を受けて避退した。
9月16日、アメリカ軍輸送船2隻がルンガ泊地に揚陸中の報告を受けて初雪、夕立、浜風はルンガ泊地に突入、輸送作戦中の潮、吹雪、涼風もルンガ泊地を捜索したが、両隊とも敵艦を発見できずにショートランド泊地へ戻った。
9月20日、水上機母艦日進のガ島突入が中止された事により、駆逐艦4隻（漣《旗艦》、潮、夕立、敷波）は物資・弾薬を移載。ガ島輸送を実施し、アメリカ軍機の空襲で敷波が小破するも輸送は成功した。この頃、月明期に入ったためアメリカ軍機の夜間空襲を受ける可能性が高くなり、駆逐艦輸送作戦は10月1日の月暗期まで中止することになった。

### ガダルカナル島の戦い（十月）
ガダルカナル島の陸軍総攻撃失敗とアメリカ軍機動部隊捕捉失敗により、山本五十六連合艦隊司令長官は艦隊戦力の再編を実施する。前進部隊（第二艦隊）に編入されていた第四水雷戦隊（由良、村雨、五月雨、春雨、時雨、白露）と国川丸は外南洋部隊（第八艦隊）に編入され、それぞれ9月末までにショートランド泊地へ移動した。
10月5日、第9駆逐隊佐藤康夫司令指揮下の駆逐艦部隊（朝雲《旗艦》、夏雲、峯雲、村雨、春雨、夕立）はガ島輸送を実施する。上空警戒機の余裕がないためアメリカ軍機の空襲を受けて峯雲、村雨が損傷（アメリカ軍はSBDドーントレス9機が出撃し、駆逐艦1隻撃沈、駆逐艦1隻沈没確実を主張）。峯雲は夏雲に護衛され退避、村雨は単艦で反転した。被害のない朝雲、春雨、夕立はガ島輸送に成功した。
10月8日、水上機母艦日進と秋月型駆逐艦1番艦秋月の輸送が再開されることになり、佐藤司令指揮下の朝雲、夏雲、春雨、夕立が護衛についた。数度にわたるアメリカ軍機の空襲を受けたが、零戦隊や水上機部隊の奮戦により、各艦に被害はなく輸送作戦も成功した。
同時期、連合艦隊は高速輸送船6隻（佐渡丸、九州丸、吾妻山丸、南海丸、笹子丸、埼戸丸）による大規模輸送作戦を立案した。本作戦に備え、第四水雷戦隊旗艦は軽巡由良から秋月型駆逐艦秋月に変更される。輸送船団にとって最大の脅威たるヘンダーソン飛行場を破壊するため、ラバウル基地航空隊による空襲、第六戦隊による飛行場砲撃（サボ島沖海戦により失敗）、第三戦隊（金剛、榛名）による砲撃、鳥海、衣笠による砲撃が実施されたが、アメリカ軍飛行場はいまだ戦力を保持していた。第四水雷戦隊（秋月《旗艦》、第2駆逐隊《村雨、五月雨、夕立、春雨》、第27駆逐隊《時雨、白露、有明》）は13日夕刻ショートランド泊地を出撃、主隊（鳥海、衣笠、望月、天霧）と共にガ島へ向かう。だが15日の揚陸中にB-17重爆および小型機の襲撃を受け九州丸、吾妻山丸、笹子丸を喪失した。この戦闘で、吉川艦長が指揮する第2駆逐隊第2小隊（夕立、春雨）はアメリカ軍機の離着陸のタイミングを見計らって飛行場砲撃と沖合退避を効果的に繰り返しており、村雨の水雷長は「吉川艦長の戦機をつかむことのうまさは特別だった。1小隊(村雨、五月雨)も真似てみたが、うまくいかなかった」と脱帽している。だが苦労して揚陸した物資も16日以降の空襲でほとんど焼き払われてしまったという。
高速輸送船団による輸送が失敗に終わる中、ガ島南方に空母と戦艦からなる有力な米艦隊と輸送船団が出現し、連合艦隊は水上機母艦日進、千歳、千代田（重火器、戦車輸送可能）の投入を延期した。増援部隊（第三水雷戦隊）は日本陸軍総攻撃を前に、軽巡洋艦と駆逐艦による最後の鼠輸送を実施する。
10月17日、軽巡戦隊（川内《三水戦旗艦》、由良、龍田）、水雷戦隊（秋月《四水戦旗艦》、第一小隊《朝雲、白雪》、第二小隊《村雨、夕立、春雨、五月雨》、第三小隊《浦波、敷波、綾波》、第四小隊《時雨、白露、有明》）、主隊（鳥海、衣笠、天霧、望月）は逐次ショートランド泊地を出撃。由良が米潜水艦に雷撃されるが不発であり、輸送作戦は成功した。
10月24日、軽巡洋艦由良、第四水雷戦隊旗艦秋月、第2駆逐隊（第1小隊《村雨、五月雨》、第2小隊《夕立、春雨》）は第二攻撃隊としてショートランド泊地を出撃、ガダルカナル島のアメリカ軍ヘンダーソン飛行場に対する日本陸軍総攻撃に呼応してガダルカナル島へ向かった。先行してガ島ルンガ泊地に突入した突撃隊（指揮官山田勇助大佐/兼第6駆逐隊司令、暁、雷、白露）に続いてガ島へ接近したところ、第二攻撃隊はアメリカ軍機の波状攻撃を受けた。由良、秋月、五月雨が直撃弾および至近弾を受ける。五月雨は損害軽微だったが秋月は速力が半減、由良は複数の爆弾命中により激しく炎上し、総員退去命令が出された。他艦が誘爆を懸念して横付け出来ぬ中、夕立は由良の後甲板に横付けして救助作業を行う。その後夕立、春雨は由良に魚雷を発射して雷撃処分を行うが、由良は魚雷2本が命中しても中々沈まず、最終的に夕立の砲撃により沈没した。
翌26日、ガダルカナル東方海面で日米双方の機動部隊が激突（南太平洋海戦）、その間に夕立以下各艦は戦場から離脱した。秋月は由良の生存者を乗せてラバウルへ退避、村雨《四水戦旗艦》、五月雨、夕立、春雨はショートランド泊地へ戻った。

### ガダルカナル島の戦い（十一月）
11月上旬、橋本信太郎三水戦司令官指揮下の外南洋部隊増援部隊は全力でガ島輸送作戦を実施する。11月1日、三水戦司令官は重巡衣笠に将旗を掲げた。ガ島を視察予定の陸軍部作戦課長以下4名は夕立に乗艦した。同日夜、甲増援隊（朝雲《四水戦旗艦》、軽巡《天龍》、駆逐艦《村雨、春雨、夕立、時雨、白露、有明、夕暮、暁、雷》）、第一攻撃隊（巡洋艦《衣笠、川内》、駆逐艦《天霧、初雪》）、乙増援隊（満潮、浦波、敷波、綾波、望月）は順次ショートランド泊地を出撃する。白雪が艦底を触接して多少の浸水被害を受けたほか、揚陸地点の悪天候により艦載艇を多数喪失、物資の一部を揚陸できなかった。
11月4日、増援部隊指揮官（三水戦司令官）は戦力を再編。将旗を衣笠から駆逐艦浦波に移し、天龍を加えた乙増援隊を直率する。同日深夜、甲増援隊（朝雲《旗艦》、村雨、春雨、夕立、時雨、白露、有明、夕暮、朝潮、満潮）、乙増援隊（浦波《三水戦司令官旗艦》、敷波、綾波、白雪、望月、天龍）はショートランド泊地を出撃、5日夜揚陸に成功し各艦ともに損害はなかった。ショートランド泊地帰投後、三水戦司令官は川内に移動し、外南洋部隊増援部隊指揮官の職務を第二水雷戦隊司令官田中頼三少将に引き継いだ。6日夕刻、川内以下第三水雷戦隊各艦はトラック泊地へ向かった。
11月7日、高間(四水戦司令官)少将は旗艦を駆逐艦朝雲から軽巡天龍へ変更。第9駆逐隊司令（旗艦朝雲）指揮下の乙増援隊（警戒隊《朝雲、望月》、輸送隊《村雨、夕立、時雨、白露、夕暮、朝潮、満潮》）は同日深夜ショートランド泊地を出撃。8日夜半に揚陸成功、被害は望月にアメリカ軍魚雷艇が発射した魚雷1本が命中（不発）のみであった。9日午前5時50分、夕立は米潜水艦の雷撃を回避し、白露と共同して潜水艦撃沈を報告したが、アメリカ軍に対応する記録はない。各艦は無事にショートランド泊地帰着、同地にて夕立は五月雨から魚雷と爆雷の補給を受けた。
11月9日、前進部隊指揮官（第二艦隊長官）は第四水雷戦隊に対し原隊への復帰と、飛行場砲撃を行う第十一戦隊の警戒隊として同戦隊の指揮下に入るよう命じた。四水戦旗艦は天龍から朝雲に戻った。

### 第三次ソロモン海戦
11月11日、第四水雷戦隊（司令官高間完少将：旗艦朝雲）指揮下の夕立以下第2駆逐隊はショートランド泊地を出撃、ガダルカナル島ヘンダーソン飛行場砲撃を任務とする挺身艦隊（司令官阿部弘毅少将/兼第十一戦隊司令官）と合流し、ガダルカナル島へ向かった。挺身艦隊の戦力と任務は以下の通り。射撃計画そのものは、10月13日の第三戦隊（金剛、榛名）によるヘンダーソン基地艦砲射撃とほぼ同一だった。
挺身艦隊指揮官：阿部弘毅中将（第十一戦隊司令官）
- 第11戦隊（戦艦：比叡、霧島）　「ガ」島飛行場並ニ軍事施設砲撃破壊
- 第10戦隊（旗艦：長良）　第11戦隊直衛、敵軽快艦艇撃攘
  - 第6駆逐隊（駆逐艦：暁、雷、電）
  - 第16駆逐隊第1小隊（駆逐艦：天津風、雪風）
  - 第61駆逐隊（駆逐艦：照月）
- 第4水雷戦隊（旗艦：朝雲）　前路警戒ルンガ泊地掃蕩
  - 第2駆逐隊（駆逐艦：春雨、五月雨、夕立、村雨）
  - 第27駆逐隊（駆逐艦：時雨、白露、夕暮）　ガダルカナル、ラッセル島間警戒

夕立以下第四水雷戦隊に与えられた任務は、『4sd（朝雲、2dg）は11sの前程10粁乃至15粁を先行、「サボ」島より「タサファロング」沖に機宜散開、「ツラギ」沖に向け前路掃蕩、11s射撃終了後後方10粁に占位す』という内容であった。前進部隊と挺身攻撃隊はトラックを出撃してガ島へ向け南下、第四水雷戦隊はショートランド泊地を出撃後、12日13時30分に挺身攻撃隊に合流した。
同日夕刻、激しいスコールに遭遇した挺身艦隊は幾度も反転、僚艦の位置がわからないほど混乱する。挺身艦隊司令部の判断について、海戦に参加した駆逐艦電は戦闘詳報で『昼間飛行機の偵察並に三井参謀の報告に依り「ガ」島方面に相当有力なる敵水上兵力の存するは当然予期せらるる所なりしも、稍事の前の計画に捉はれ対陸上砲撃時の警戒航行序列の如き非戦闘隊形にて敵中深く突入せるは爾後の戦闘を混戦に導きし最大原因なり(後略)』と評している。挺身艦隊主力に先行してガ島ルンガ泊地に侵入しアメリカ軍を掃討する筈だった掃蕩隊も陣形変更とスコールの中で混乱し、護衛対象の比叡、霧島至近を航行することになったが、第十一戦隊司令部はその事に気付いていなかった。掃蕩隊はさらに第四水雷戦隊旗艦朝雲・第2駆逐隊第1小隊（村雨、五月雨）の3隻と、第2小隊（夕立、春雨）の2隻に分離し、互いの位置不明のままルンガ泊地に突入していった。当時の月はすでに没し、天候晴れ、東の風4.5mだったという。
一方、アメリカ軍は重巡洋艦2隻、軽巡洋艦1隻、防空巡洋艦2隻、駆逐艦8隻で挺身艦隊を待ち受けていた。駆逐艦カッシング-ラフェイ-ステレット-オバノン-巡洋艦アトランタ(スコット少将座乗)-サンフランシスコ(キャラハン少将座乗)-ポートランド-ヘレナ-ジュノー-駆逐艦アーロン・ワード-バートン-モンセン-フレッチャーという単縦陣で航行する米艦隊 は、23時24分にヘレナがレーダーで挺身艦隊を探知、丁字戦法で挺身艦隊を撃破すべく運動を開始した。続いて23時41分に先頭艦カッシングが前方2700mに夕立、春雨を探知した。夕立は『当時敵ハ全然我ニ気付キタル模様ナク主砲ハ勿論機銃スラ発砲スルモノナカリキ』 と評しているが、実際の米艦隊はレーダーで襲撃準備を整えていた。しかしカッシングは魚雷発射のために取舵に変針したところ後続艦に意図が伝わらず、米艦隊は大混乱に陥った。米艦隊の前衛駆逐艦群は団子状になり、一方の日本軍挺身艦隊も先行して航行していた夕立、春雨以外は団子状となっており、日米双方の指揮官が事態を把握できぬまま米艦隊が日本艦隊の中央に突入する格好となった。
こうして第三次ソロモン海戦第一夜戦はチェスター・ニミッツ太平洋艦隊司令長官が著書『ニミッツの太平洋海戦史』の中で「次いで30分間にわたる乱戦が繰り広げられた。その混乱の激しさは海戦史上その類例を見ないものである。すべての陣列は乱れ、そして戦闘は、敵味方ともにときどき同士討ちをおかすという、各艦単独の一連の決闘と化した。激闘のすえ両軍部隊がこの真夜中の戦闘からかろうじて離脱したときには、日米双方ともむちゃくちゃに傷ついていた」と表現される乱戦となる。あるアメリカ軍司令官は停電した後の酒場の大騒ぎと評したという。例えば五月雨は旗艦比叡を機銃で誤射している。また旗艦サンフランシスコはアトランタを誤射し、慌てたキャラハン少将は『味方の船を砲撃するのはやめろ』と自艦に指示するも、戦闘中の米艦隊全艦に誤って伝達されて大混乱を招いた。
混乱する状況下で夕立は敵発見を報告する。続いて比叡の照射攻撃に米艦隊の注意が集まる間に距離を詰め、魚雷発射態勢に入った。魚雷発射後、夕立は右に転舵したため、左に転舵した春雨を見失い、単艦で米艦隊へ突入していった。夕立は8月以降鼠輸送のため幾度もガダルカナル島ルンガ泊地に侵入しており、同地での行動に自信があったとみられる。一方春雨は混戦の中で夕立を見失い、敵艦と交戦しつつ北上した。アメリカ軍側の資料ではこの直後、米艦が夕立を撃破されており（後述）夕立の戦闘詳報の記述は創作である可能性があるとみられる。
00時23分前後に夕立が右前方の識別灯をつけない艦に照射し発砲したところ、続いて右舷と左舷の両方から砲撃を受け被弾する。戦闘詳報（戦史叢書）や夕立乗組員の回想では日本軍艦艇（吉川艦長は軽巡長良からの誤射と推定）の可能性を指摘している。また、雪風の戦闘概報では00時26分ごろ長良を攻撃中の「敵艦」に対して攻撃をしている。この「敵艦」に砲戦を企図したところに直撃弾複数を受け大破、吉川艦長以下幹部将校も負傷。機関室に損傷を受け、操舵装置も故障。サボ島165度9浬の地点で航行不能となった。戦艦霧島や第十戦隊と共に避退中の四水戦旗艦朝雲は夕立の救援に向かい、炎上する夕立を発見する。朝雲《四水戦司令官》は夕立の復旧は困難と判断し、艦を放棄して乗組員はガダルカナル島（エスペランス岬まで距離5km）へ向かうよう命じると、カッターボート2隻を残して離れていった。だが吉川潔駆逐艦長以下乗組員は怒り狂うか自暴自棄となり、帆布やハンモックをマストに掲げ白旗として降伏しようとした。しかし乗員らは帆布やハンモックをマストや煙突に張り巡らしての帆走を試みたと主張する。
11月13日1時15分、第2駆逐隊の姉妹艦五月雨は夕立の救援を命じられて捜索を開始。1時55分前後に夕立を発見して接近した。五月雨から見た夕立は艦首を喪失し、火災が艦尾に広がりつつあったという。2時26分、退去決定。横付けして夕立の乗組員を移乗させた五月雨は、夕立の雷撃処分のため2時44分に魚雷2本を発射、だが魚雷は艦底を通過し、2時53分に再度魚雷1本を発射すると砲撃処分を開始する。戦闘詳報の報告とは裏腹に魚雷は命中していなかったが、夕立は傾斜を増した。このあと五月雨は米重巡洋艦（ポートランド）に捕捉された上に、日の出と共にアメリカ軍機の襲撃も予想された為、夕立の沈没を確認しないまま戦域を離脱した。五月雨駆逐艦長に「まことにすまないが、もう一度引き返して魚雷を撃って貰えないか」と頼む吉川艦長の姿も目撃された。結局、放棄された夕立は重巡洋艦ポートランド (USS Portland, CA-33)に発見砲撃により、六斉射目に起きた艦後部の爆発によってアイアンボトム・サウンド（鉄底海峡）に沈没した。この際、4斉射目にポートランド砲術長が夕立に白旗を掲げてあるのに気がつき艦長に報告した。しかし艦長は「白旗は何の国際旗旒だったか知っているか」と聞き返し、砲術長も「記憶にないですね」と返した。艦長の「あの最悪のクズ野郎を沈めろ！」との命令と共に砲撃が再開され、6斉射目に海の底へと消え失せた。このやりとりを無線で聞いていたアトランタの乗員からは大歓声や夕立をひどく罵る声があがったという。米軍が夕立を酷く扱った背景として、1942年9月5日未明にルンガ泊地内で高速輸送船グレゴリー号・リトル号に対し日本軍が難船者に対し発砲事件を起こしたことがあげられる。偶然にもリトル号へ虐殺を起こしたのが夕立であった。
日本海軍も『敵味方不明駆逐艦四アル中一隻ハ味方駆逐艦ニシテ敵米甲巡ニヨリ撃沈セリ』と、夕立の沈没を確認している。
艦長准士官以上13名、下士官兵192名が五月雨に移乗して生還。午後3時、ショートランド泊地に到着し、白鷹に夕立負傷者を移乗させる。しかし、吉川艦長は錯乱しきっており、ルンガ泊地内で米軍が船を曳航しているとの情報が入ると「夕立は米軍に鹵獲されたに違いない」と勝手に思い込み、「中村君日本刀を貸してくれ自決する」と暴れたという。しかし伊26から敵艦撃沈と情報がはいると「味方艦が夕立を沈めてくれた」と自艦の沈没だと決めつけ「大喜び」したという。吉川艦長以下健在の夕立乗組員は五月雨に便乗したまま第三次ソロモン海戦第二夜戦に参加、米新鋭戦艦ワシントン、サウスダコタと交戦することになった。この際昨日とは打って変わって冷静な吉川に対し夕立の軍医は「艦長はいつも冷静ですね。どうしてですか？」と嫌みをいわれたという。
12月1日、吉川艦長は夕立駆逐艦長の職務を解かれた。
12月15日、第三次ソロモン海戦で沈没した重巡衣笠、駆逐艦暁、綾波と共に夕立の除籍が決定した。
帝国駆逐艦籍、
第2駆逐隊、
白露型駆逐艦
のそれぞれから削除された。
12月20日、吉川は夕雲型駆逐艦7番艦大波艤装員長に任命され、12月29日より初代駆逐艦長となった。だが1943年（昭和18年）11月24日、セント・ジョージ岬沖海戦で大波沈没時に戦死、海軍少将に進級した。

#### 連合側からの視点
日本海軍と交戦したアメリカ海軍側も、夕立との交戦時の状況について様々な記述や証言を残している。イヴァン・ミュージカントによれば、夕立のポートランド攻撃後の戦闘経過は次のとおりであるとしている。
また、ジェイムズ・ホーンフィッシャーによれば、駆逐艦アーロン・ワード乗組員の証言として、アーロン・ワードが比叡を発見する数分前の出来事として『アーロン・ワードは顔見知りのように恐らく夕立である敵駆逐艦の脇を通過し、獰猛さでは米艦が打ち勝ち、短いやりとりのあと、水中で死んだ夕立が取り残された。』 と夕立を撃破した旨が記されている。

### 現状
1992年（平成4年）夏、ドイツ戦艦ビスマルクや客船タイタニックの海底探査と発見で知られる海洋考古学者ロバート・バラードにより、ガダルカナル島アイアンボトム・サウンドの海底探査が行われた。サヴォ島附近で発見された夕立は海底に対し水平に着底しており、艦後部はひどく破損していた。艦首先端はちぎれかけて横倒しとなっており、艦橋はやや左に傾き天蓋を失ってむき出しになっているが、伝声管などの諸設備は残っている。

## 歴代艦長
※『艦長たちの軍艦史』305-306頁による。

### 艤装員長
1. 中原義一郎 少佐：1936年7月15日[5] - 1936年11月1日[7]

### 艦長
1. 中原義一郎 少佐：1936年11月1日[7] - 1936年12月1日[8]
2. 沢村成二 少佐：1936年12月1日[8] - 1937年12月1日[22]
3. 由川周吉 少佐：1937年12月1日[23] - 1938年8月1日[27]
4. 岡三知夫 少佐：1938年8月1日[27] - 1939年10月15日[28]
5. （兼）広瀬弘 少佐： 1939年10月15日[28] - 1939年11月15日[29]（本職：春雨駆逐艦長）
6. 有本輝美智 少佐：1939年11月15日[29] - 1941年4月10日[33]
7. 石井汞 少佐：1941年4月10日[33] - 1942年5月25日[40]
8. 吉川潔 中佐：1942年5月25日[40] - 1942年12月1日[156]